# Bogdan, Bulgarien
Bogdan (bulgariska: Богдан) är ett distrikt i Bulgarien.   Det ligger i kommunen Obsjtina Karlovo och regionen Plovdiv, i den centrala delen av landet, 110 km öster om huvudstaden Sofia.
I omgivningarna runt Bogdan växer i huvudsak lövfällande lövskog. Runt Bogdan är det ganska glesbefolkat, med 38 invånare per kvadratkilometer.